# MeeGo
MeeGo – dystrybucja Linuksa, stworzona na skutek połączenia dystrybucji Moblin (tworzonej przez Intela) i Maemo (wspieranej przez Nokię) z przeznaczeniem dla różnych urządzeń i zastosowań mobilnych, typu samochód, jacht, telefon, netbook czy tablet.
Prezentacja pierwszego telefonu komórkowego z MeeGo v1.2, Nokii N9, odbyła się 21 czerwca 2011 roku.

## Interfejs
Platforma MeeGo będzie posiadała różne interfejsy dostosowane do urządzeń.

### Netbook

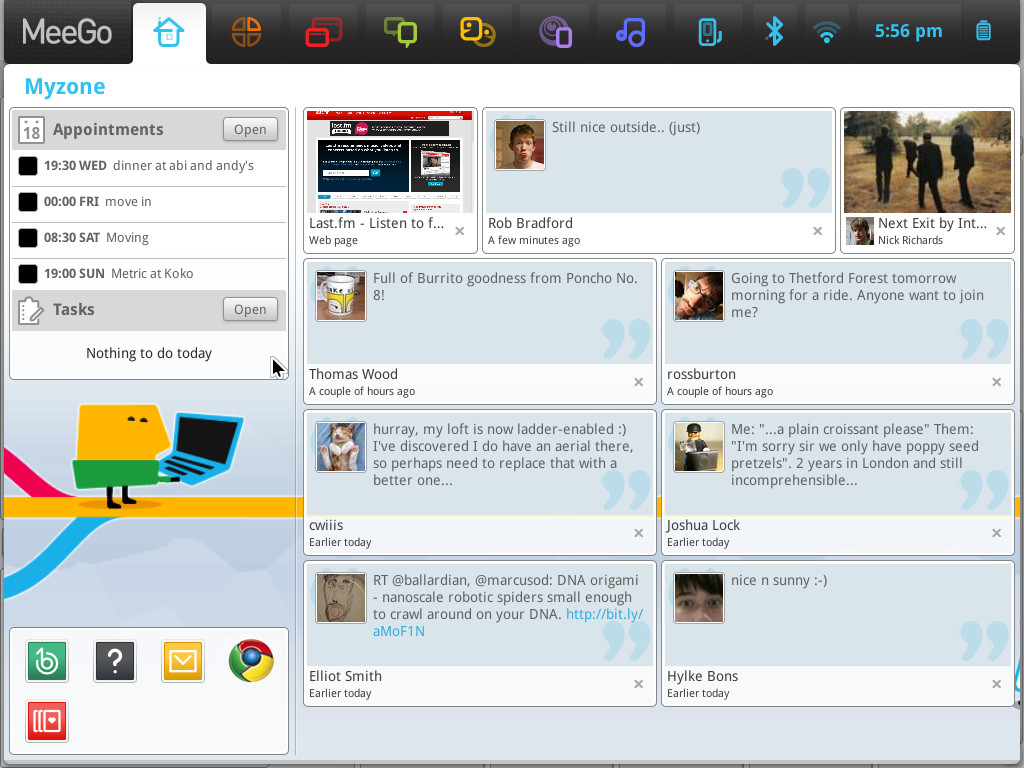
Interfejs dla netbooków

Interfejs MeeGo dla netbooków jest kontynuacją interfejsu użytego w systemie Moblin. Został napisany za pomocą Mx toolkit.
Zobacz Lenovo IdeaPad S100

### Telefony komórkowe

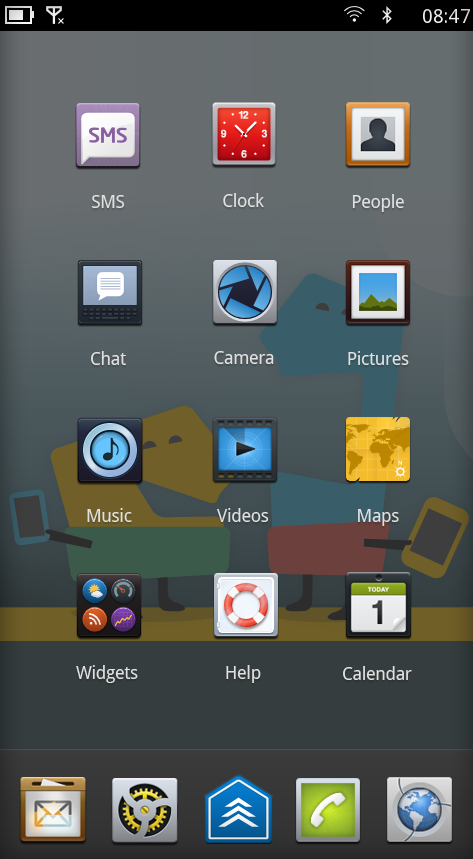
Interfejs dla telefonów z wersji MeeGo 1.1

Nakładka na wersję dla telefonów została napisana w Qt, ale GTK+ i Clutter są obsługiwane, by zapewnić kompatybilność z programami napisanymi dla Moblina.
Zobacz Nokia N9

### Tablety

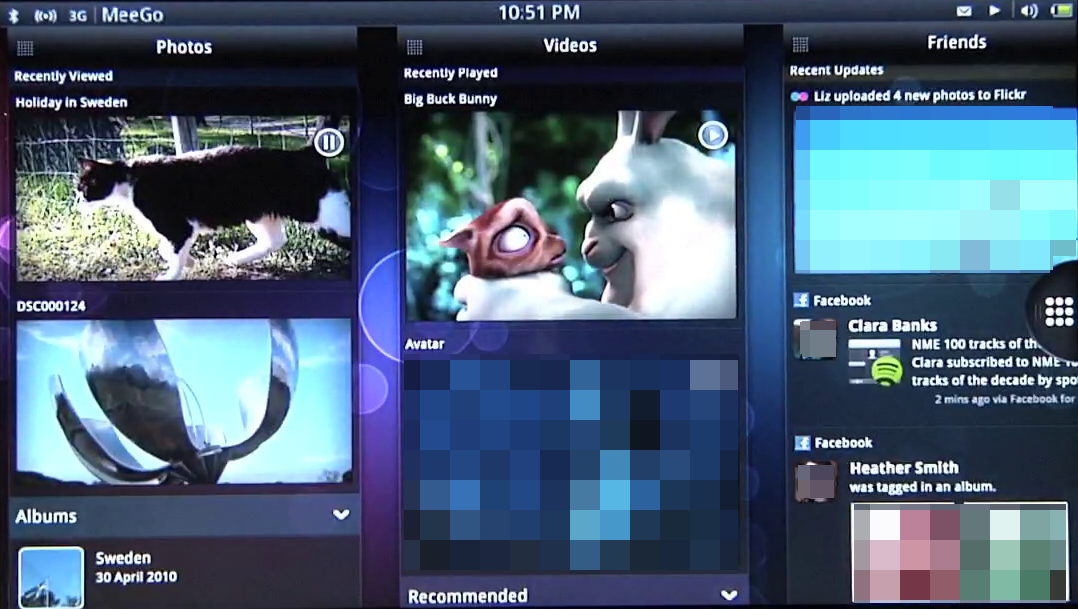
MeeGo w wersji pre-alpha dla tabletów

GUI dla tabletów został pokazany na tablecie PC opartym na platformie Moorestown podczas COMPUTEX Taipei w czerwcu 2010. W kwietniu 2010 niemiecka firma Neofonie zapowiedziała produkcję tabletów WePad, które od września 2010 pojawiły się w sprzedaży pod nazwą WeTab.
Zobacz WeTab

## Ewolucja
28 września 2011 ogłoszono powstanie nowego systemu Tizen. Tizen był pierwotnie rozumiany jako następca i kontynuacja MeeGo, lecz jest on kontynuacją systemu SLP firmy Samsung zarządzanego ramach fundacji LiMo. Kod MeeGo pozostał dostępny dla chcących go używać, jak również chcących dalej go rozwijać, w tym także dla Nokii. Nokia po tym czasie prowadziła prace nad MeeGo „Meltemi”, mającym zastąpić system operacyjny Symbian w jej telefonach. Ostatecznie jednak porzuciła także Meltemi, nigdy nie przedstawiając planów wydawniczych.
W październiku 2011 byli pracownicy Nokii założyli spółkę Jolla, która kontynuuje rozwój MeeGo. Ze względu na prawa Nokii do nazwy MeeGo, rozwija go pod nazwą Sailfish. Sailfish jest instalowany na telefonach i tabletach Jolla, ale docelowo ma pracować także na sprzęcie innych producentów.